# Senador Canedo (kommun)
Senador Canedo är en kommun i Brasilien.   Den ligger i delstaten Goiás, i den sydöstra delen av landet, 160 km sydväst om huvudstaden Brasília. Antalet invånare är 84 399.
Följande samhällen finns i Senador Canedo:
- Senador Canedo

Omgivningarna runt Senador Canedo är huvudsakligen savann. Runt Senador Canedo är det ganska tätbefolkat, med 116 invånare per kvadratkilometer.